# 57e méridien est
En géographie, le 57e méridien est est le méridien joignant les points de la surface de la Terre dont la longitude est égale à 57° est.

## Géographie

### Dimensions
Comme tous les autres méridiens, la longueur du 57e méridien correspond à une demi-circonférence terrestre, soit 20 003,932 km. Au niveau de l'équateur, il est distant du méridien de Greenwich de 6 345 km,.
Avec le 123e méridien ouest, il forme un grand cercle passant par les pôles géographiques terrestres.

### Régions traversées
En commençant par le pôle Nord et descendant vers le sud au pôle Sud, Le 57e méridien est passe par:
| Coordonnées          | Pays, territoire ou mer | Notes |
| -------------------- | ----------------------- | --- |
| 90° 00′ N, 57° 00′ E | Océan Arctique          | |
| 81° 32′ N, 57° 00′ E | Russie                  | Les îles Karl-Alexander, Jackson, Payer, Île Ziegler, Salisbury, et McClintock, Terre François-Joseph                  |
| 80° 03′ N, 57° 00′ E | Mer de Barents          | |
| 75° 22′ N, 57° 00′ E | Russie                  | Île Severny, Nouvelle-Zemble                                                                                           |
| 73° 19′ N, 57° 00′ E | Mer de Kara             | |
| 70° 51′ N, 57° 00′ E | Russie                  | Île Ioujny, Nouvelle-Zemble                                                                                            |
| 70° 29′ N, 57° 00′ E | Mer de Barents          | Mer de Pechora |
| 68° 32′ N, 57° 00′ E | Russie                  | |
| 51° 03′ N, 57° 00′ E | Kazakhstan              | |
| 45° 14′ N, 57° 00′ E | Ouzbékistan             | |
| 41° 54′ N, 57° 00′ E | Turkménistan            | |
| 41° 36′ N, 57° 00′ E | Ouzbékistan             | |
| 41° 15′ N, 57° 00′ E | Turkménistan            | |
| 38° 10′ N, 57° 00′ E | Iran                    | |
| 26° 50′ N, 57° 00′ E | Golfe d'Oman            | |
| 24° 04′ N, 57° 00′ E | Oman                    | |
| 18° 50′ N, 57° 00′ E | Océan Indien            | Passe juste à l'est de l'archipel Agalega, Maurice Passe juste à l'ouest de l'île Maurice                              |
| 60° 00′ S, 57° 00′ E | Océan Arctique          | |
| 66° 27′ S, 57° 00′ E | Antarctique             | Territoire Antarctique australien, Australie, Revendications territoriales en Antarctique revendiqués par l' Australie |
| 66° 42′ S, 57° 00′ E | Océan Arctique          | |
| 66° 59′ S, 57° 00′ E | Antarctique             | Territoire Antarctique australien, Revendications territoriales en Antarctique revendiqués par l' Australie            |